# Walkyriengrund
Walkyriengrund este o arie protejată (arie specială de conservare — SAC, sit de importanță comunitară — SCI) din Germania întinsă pe o suprafață de 2.224 ha, integral marine.

## Localizare
Centrul sitului Walkyriengrund este situat la coordonatele 54°07′36″N 11°01′52″E / 54.1267°N 11.0311°E.

## Înființare
Situl Walkyriengrund a fost declarat sit de importanță comunitară în septembrie 2004 pentru a proteja un număr necunoscut de specii din flora spontană și fauna sălbatică aflate în arealul zonei. Situl a fost protejat și ca arie specială de conservare în ianuarie 2010.

## Biodiversitate
Situată în ecoregiunea continentală, aria protejată conține 2 habitate naturale: Golfuri mici largi și golfuri puțin adânci, Recifuri.
La baza desemnării sitului se află un număr nedeclarat de specii protejate.